# Steven Erikson

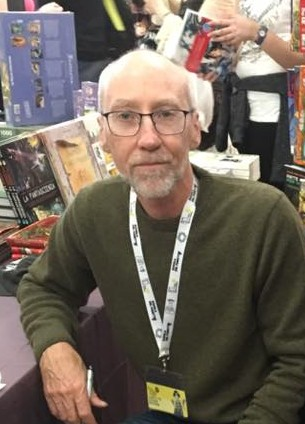
Steven Erikson (2016)

Steven Erikson (* 7. Oktober 1959 in Toronto, Ontario) ist ein kanadischer Schriftsteller. Erikson hat auch einige Bücher unter seinem echten Namen Steve Rune Lundin veröffentlicht.

## Leben
Erikson wuchs in  Winnipeg auf, arbeitete lange Zeit als Anthropologe und Archäologe in London und lebt jetzt mit seiner Familie in Cornwall.
Seine bekanntesten Werke sind die Bücher des monumentalen und erfolgreichen Fantasy-Epos Das Spiel der Götter (Originaltitel der Reihe: A Tale of the Malazan Book of the Fallen). Das erste Buch der Serie, Die Gärten des Mondes (1999), hat der Autor sechs Jahre lang vorbereitet. Hier entwickelt sich eine komplexe Welt mit eigener Magie, eigenen Völkern und eigener, sehr alter Mythologie. Die weiteren 9 Bände erschienen bis 2011, wurden im Deutschen jeweils zweigeteilt, und nach einer längeren Unterbrechung 2021 mit dem neunzehnten Band mit dem Titel Der verkrüppelte Gott abgeschlossen.

## Werke

### Einzelwerke
- This River Awakens (1998) (als Steve Rune Lundin) ISBN 0-340-69637-0
- Fishin’ with Grandma Matchie, 2004
- The Devil Delivered, 2004
- Revolvo, 2008
- This River Awakens, 2012
- Rejoice, a Knife to the Heart. Promontory Press, 2018, ISBN 978-1-77374-012-6.
  - Rejoice : die letzte Entscheidung, Piper, München 2019, ISBN 978-3-492-70558-5, Übersetzer Andreas Decker

### Das Spiel der Götter
Das Spiel der Götter (Orig.: The Malazan Book of the Fallen) ist der deutsche Titel einer Reihe des Genres High Fantasy in ursprünglich zehn Bänden. Mit Ausnahme des ersten Bandes Gardens of the Moon sind alle Bücher in der deutschen Ausgabe zu je zwei Teilen erschienen.
- Bd. 1: Die Gärten des Mondes (2012). Übers. von Tim Straetmann. München: Blanvalet (Orig.: Gardens of the Moon, 1999; dt. Erstausg. 2000). ISBN 978-3-442-26909-9
- Bd. 2: Das Reich der Sieben Städte (2013). Übers. von Tim Straetmann. München: Blanvalet (Orig.: Deadhouse Gates, Part 1, 2000; dt. Erstausg. 2001). ISBN 978-3-442-26965-5
- Bd. 3: Im Bann der Wüste (2014). Übers. von Tim Straetmann. München: Blanvalet (Orig.: Deadhouse Gates, Part 2, 2001; dt. Erstausg. 2001). ISBN 978-3-442-26968-6
- Bd. 4: Die eisige Zeit (2003). Übers. von Tim Straetmann. München: Blanvalet (Orig.: Memories of Ice, Part 1, 2002). ISBN 978-3-442-24997-8
- Bd. 5: Der Tag des Sehers (2003). Übers. von Tim Straetmann. München: Blanvalet (Orig.: Memories of Ice, Part 2, 2002). ISBN 978-3-442-24998-5
- Bd. 6: Der Krieg der Schwestern (2004). Übers. von Tim Straetmann. München: Blanvalet (Orig.: House of Chains, Part 1, 2002). ISBN 978-3-442-24271-9
- Bd. 7: Das Haus der Ketten (2004). Übers. von Tim Straetmann. München: Blanvalet (Orig.: House of Chains, Part 2, 2002). ISBN 978-3-442-24292-4
- Bd. 8: Kinder des Schattens (2005). Übers. von Tim Straetmann. München: Blanvalet (Orig.: Midnight Tides, Part 1, 2004). ISBN 978-3-442-24298-6
- Bd. 9: Gezeiten der Nacht (2006). Übers. von Tim Straetmann. München: Blanvalet (Orig.: Midnight Tides, Part 2, 2004). ISBN 978-3-442-24403-4
- Bd. 10: Die Feuer der Rebellion (2007). Übers. von Tim Straetmann. München: Blanvalet (Orig.: The Bonehunters, Part 1, 2006). ISBN 978-3-442-24469-0
- Bd. 11: Die Knochenjäger (2008). Übers. von Tim Straetmann. München: Blanvalet (Orig.: The Bonehunters, Part 2, 2006). ISBN 978-3-442-24499-7
- Bd. 12: Der goldene Herrscher (2009). Übers. von Tim Straetmann. München: Blanvalet (Orig.: Reaper’s Gale, Part 1, 2007). ISBN 978-3-442-26556-5
- Bd. 13: Im Sturm des Verderbens (2010). Übers. von Tim Straetmann. München: Blanvalet (Orig.: Reaper’s Gale, Part 2, 2007). ISBN 978-3-442-26557-2
- Bd. 14: Die Stadt des blauen Feuers (2012). Übers. von Tim Straetmann. München: Blanvalet (Orig.: Toll the Hounds, Part 1, 2008). ISBN 978-3-442-26558-9
- Bd. 15: Tod eines Gottes (2017). Übers. von Tim Straetmann. München: Blanvalet (Orig.: Toll the Hounds, Part 2, 2008). ISBN 978-3-7341-6110-0
- Bd. 16: Die Flucht der Kinder (2018). Übers. von Tim Straetmann. München: Blanvalet (Orig.: Dust of Dreams, Part 1, 2009). ISBN 978-3734161131
- Bd. 17: Die Schwingen der Dunkelheit (2020). Übers. von Tim Straetmann. München: Blanvalet (Orig.: Dust of Dreams, Part 2, 2009). ISBN 978-3734161148
- Bd. 18: Die gläserne Wüste (2021). Übers. von Simon Weinert. München: Blanvalet (Orig.: The Crippled God, Part 1, 2011). ISBN 978-3734161902
- Bd. 19: Der verkrüppelte Gott (2021). Übers. von Simon Weinert. München: Blanvalet (Orig.: The Crippled God, Part 2, 2011). ISBN 978-3734161162

### Bauchelain and Korbal Broach
- Blood Follows, 2002
- The Healthy Dead, 2004
- Bauchelain and Korbal Broach: The Collected Stories Volume One, 2007
- The Lees of Laughter’s End, 2007
- Crack´d Pot Trail, 2009
- The Wurms of Blearmouth, 2014

### Kharkanas Trilogy
- Forge of Darkness, 2012
- Fall of Light, 2016

### Storysammlungen
- A Ruin of Feathers (1991) (als Steve Rune Lundin) ISBN 0-920661-23-8
- Revolvo & Other Canadian Tales (1998) (als Steve Rune Lundin) ISBN  0-920-66158-0
- The Devil Delivered and Other Tales, 2012